# Turquoise (chanson)
Pour les articles homonymes, voir Turquoise.
Singles de Donovan
Colours
(1965) Josie
(1966)
Turquoise est une chanson écrite et interprétée par le chanteur folk écossais Donovan.

## Historique
Turquoise est parue en single en octobre 1965, uniquement au Royaume-Uni. Elle s'y classe 30e, là où les précédents singles de Donovan (Catch the Wind et Colours) avaient atteint le top 5.
Aux États-Unis, Turquoise paraît en face B du single To Try for the Sun en janvier 1966.

## Reprises et réutilisations
Joan Baez a repris Turquoise sur son album Joan (1967).